# 중년기 위기
중년기 위기(中年期危機, 영어: midlife crisis)는 중년기(특히 45세~65세)에 발생할 수 있는 정체성의 변환기이다. 이 현상은 늘어나는 나이, 언젠가는 죽어야한다는 것, 삶의 성취성 부족을 느끼게 하는 사건 등으로 인해 야기되는 심리적 위기이다. 이것은 강렬한 우울증, 높은 수준의 불안감을 느끼거나 현재의 생활 방식을 급격하게 바꾸거나 과거의 결정을 바꾸고 싶다고 느끼게 할 수 있다.

## 발생
40-60세에 발생한다. 중년기 위기는 남성은 3–10년, 여성은 2–5년 정도 지속된다. 노화 그 자체나 변화, 문제 발생, 후회와 같은 것과 함께 노화가 발생하기도 한다. 후회에는 다음과 같은 것이 있다.
- 일 혹은 경력(혹은 실직)
- 배우자 관계(혹은 배우자 없음)
- 아이의 성숙(혹은 아이의 부재)
- 노화 혹은 부모의 죽음
- 노화로 인한 신체 변화

스트레스 요인이 다르기 때문에, 중년기 위기는 남녀 모두에게 다르게 영향을 준다. 미국 문화에서 중년기 위기의 전형적인 남성은 외제차와 같은 사치품을 구매하거나 젊은 여성과의 친밀함을 구하는 것이다. 일부 남성은 자녀를 낳을 수 있는 젊은 여성을 찾지만, 반드시 자식을 낳으려는 의도가 있는 것은 아니다. 남성의 중년기 위기는 업무 문제로 인해 발생할 가능성이 높은데, 여성의 위기는 역할에 대한 사적 평가에 의해 발생한다. 남녀간 위기 발생 원인은 다르지만, 그 감정은 강렬할 수 있다.
중년기 위기의 주요 특징 중 하나는, 중년기 삶이 주로 부정적인 일이 많이 발생하고 스트레스로 가득할 것이라고 바라보는 것이다. 심리학자 올리버 로빈슨(Oliver Robinson)의 연구는 연령대에 따라 잦은 사고 혹은 상황을 묘사하는 것으로 삶의 10년마다의 특징을 설명한다. 그는 20대 초반부터 위기가 시작될 수 있으며, 자신의 삶 전체 계획을 세우려 한다. 또한 이후 5-60대 사이에 질병에 걸리거나 죽음에 대한 생각이 있을 때이다. 이러한 데드라인은 이들의 삶이 기대한 대로 살아야 한다고 설득하게 된다.
위기를 겪는 사람들은 다음과 같은 감정을 느낀다.
- 이루지 못한 목적에 대한 깊은 후회
- 성공한 동료 사이에 있을 때의 모멸감
- 젊음의 감정을 달성하고 싶은 욕구
- 혼자 혹은 특별한 친구들과 많은 시간을 보내고자 하는 욕구
- 성욕 증강 혹은 상실
- 결혼, 직업, 건강, 경제, 사회적 지위에 대한 불만족으로 발생하는 나태, 혼란, 분노, 성질
- 삶의 초기에 했던 잘못을 바로잡으려는 마음[6]

## 치료와 예방
이때 흔히 나타나는 신체적 변화는 체중 증가, 주름살, 피부 처짐, 탈모가 있다.Bourgeois, F. John; Gehrig, Paola A.; Veljovich, Daniel S. (2005년 1월 1일). 《Obstetrics and Gynecology Recall》. Lippincott Williams & Wilkins. ISBN 9780781748797 – Google Books 경유.</ref> 꾸준한 운동과 영양을 갖춘 식단을 유지하는 것이 이러한 전환기 신체적 정신적 건강을 유지하는데 도움을 줄 수 있다.
삶의 초창기에 발생한 유의미한 변화는 중년기 위기를 막기도 한다. 일례로 수전 크라우스 휘트분(Susan Krauss Whitbourne) 박사의 연구에서 나올 수 있다. 중년 이전 직업을 바꾼 사람들은 중년기에 접어들었을 때 생식성(generativity)이 더 클 수 있다. 또한 이들은 침체에서 벗어나는 동기와 젊은 세대가 잘 되도록 도울 욕구를 더 느끼기도 한다. 이는 에릭 에릭슨(Erik Erikson)이 제안한 심리적 단계로서, 평범한 단계의 성인들은 중년기 동안 겪기도 한다.

## 같이 보기
- 불안
- 탈주술화
- 공소증후군
- 실존적 위기
- 공포
- 삶의 의미
- 모노노 아와레
- 공황 (심리학)